# Hameln (vistlipの曲)
「Hameln」（ハーメルン）は、vistlipの6枚目のシングル。2010年7月7日発売。発売元はマーベラスエンターテイメント。

## 解説
- 「STRAWBERRY BUTTERFLY」から2か月ぶりのシングル。
- 通常版「lipper」と、「Hameln」video clip付き「visiter」の2タイプ発売。
- ディレクターとしてiNAが制作に参加している。

## 収録曲
1. Hameln (5:14)
  - 作詞: 智、作曲: Tohya、編曲: vistlip
2. 思い出CG (3:35)
  - 作詞: 智、作曲: Tohya、編曲: vistlip
3. 墜落（通常版のみ） (3:51)
  - 作詞: 智、作曲: Tohya、編曲: vistlip